# 王士熙
王士熙（？—1343年），字繼學，東平（今山東省）人，官至南臺御史中丞。著有《江亭集》。鄧文原的學生。

## 生平
延祐初，侍御史郭思貞、翰林學士承旨劉賡、時任參知政事的王士熙上章推薦贍思。
泰定年間王士熙累官治書侍御史、中書參知政事。致和元年（1328年），泰定帝在上都駕崩，王士熙與中書左丞朵朵等人留守大都，僉樞密院事燕鐵木兒舉兵立元文宗，王士熙等人被捕入獄，王士熙被抄家並被流放到很遠的州郡。天歷二年（1329年），王士熙與朵朵等十二人放還鄉里。後為南參御史中丞。於任內去世。

## 軼事
王士熙任中丞時很喜歡名妓李芝儀，曾贈她詩序，其中一聯云：「善和坊里，驊騮構出繡鞍來；錢唐江邊，燕子銜將春色去。」又送《塞鴻秋》四闋，歌館盛傳。

## 家庭

### 父
- 王構，字肯堂，元朝翰林學士承旨。

### 弟
- 王士點，字繼志，[9]淮西廉訪司僉事。[10][11]

## 評價
- 陶宗儀：風流藴藉，為名流所慕，書法亦清潤完整。《書史會要·卷七》

## 外部連結
- 中國哲學書電子化計劃《新元史·王構傳》 （页面存档备份，存于）

## 延伸阅读
[在维基数据编辑]
 《新元史/卷191》，出自柯劭忞《新元史》